# Мезон (завод)
Акционерное общество «Мезон» — одно из крупнейших предприятий по производству микросхем в Молдавской ССР и одно из пяти мощнейших в СССР.

## История
Завод «Мезон» был образован в 1969 году в Кишиневе, как специализированное высокотехнологическое микроэлектронное предприятие для производства интегральных схем и товаров широкого потребления на их основе. «Мезон» подчинялся Министерству электронной промышленности СССР и входил в состав НПО «Научный центр», Зеленоград.
ПО «Мезон» являлось одним из пяти наиболее крупных микроэлектронных предприятий бывшего СССР с объёмом выпуска более 130 миллионов интегральных схем в год и было ведущим микроэлектронным предприятием на Юго-Западе бывшего СССР и на Балканах. Продукция предназначалась для космической, оборонной промышленности.  Кишиневский «Мезон» имел филиалы в Бендерах (завод «Днестр») и Бессарабке (завод «Дунай»).
Из воспомининий первого секретаря ЦК Коммунистической партии Молдавской ССР, Ивана Ивановича Бодюла:

...в шестидесятые годы в Кишиневе мы начали строить предприятия электронной и приборостроительной промышленности. Осенью 1966 года мне сообщили, что во Львове находится министр электронной промышленности Александр Иванович Шокин...Как-то он мне показывал прекрасный электронный завод в Зеленограде. Я ему позвонил и попросил приехать в Кишинев... С председателем Совмина Диордицей мы повезли Александра Ивановича на Рышканский холм, который тогда был еще совершенно пустым, необустроенным. Здесь выращивалась кукуруза. Мы рассказали Шокину, что на этом месте планируется построить жилой массив на 60 тысяч жителей, а вот предприятий пока в проекте нет. Министру понравилась идея создания именно здесь предприятия электронной промышленности: ровная площадка, а главное, министерству не потребуется выделять капиталовложения на строительство жилья и коммуникаций. Вскоре приехала группа специалистов и были начаты поисковые работы и проектирование завода “Мезон”. Объект был построен за несколько лет. Рядом с крупным, технически оснащенным предприятием было решено возвести новые учебные корпуса и общежития Политехнического института, который тогда теснился в старых помещениях на центральном проспекте города. Неподалеку от “Мезона” и комплекса Политехинститута было запроектировано строительство большого компьютерного завода. Планировалось, что вскоре на этой окраине Кишинева вырастет научно-технический центр электронной промышленности, о котором можно было бы только мечтать. Однако этому проекту не суждено было реализоваться до конца, так как его осуществление совпало с перестройкой и развалом СССР.

Основные классы выпускаемых интегральных схем: логические биполярные ИС серий 133, 133, 533, 1533; логические КМОП ИС серии 561, 1561, аналоговые биполярные ИС серии 1092, ОЗУ серии 565, микроконтроллеры серий 585, 1802, 1596, ASIC серии 1828, 1854, EEPROM с 1,5μ технологией.
С 1991 года завод прекратил свою основную деятельность, попытки перепрофилирования производства к результатам не привели. «Мезон» был продан в 2008 году сингапурской компании. Символическая сумма в 92 миллиона лей была заплачена за 15 корпусов и огромный огороженный участок земли площадью в 15,3 гектара с выходом в парковую зону. В настоящее время на участке расположен функциональный комплекс бывшего завода «Мезон», который состоит из производственных цехов (включая несколько подземных уровней, связанных с Кишиневской шахтой), вспомогательных строений и 12-этажного административного блока.
В 2024 году появилась информация, что Главное управление архитектуры, градостроительства и земельных отношений Кишинева вынесло на общественное обсуждение вопрос о застройке территории завода “Мезон” общей площадью в 22,23 га. Предполагается строительство жилого комплекса. Согласно представленной концепции, большинство зданий будет от пяти до десяти этажей, но предусмотрена и доминанта: три объекта 16, 20 и 22 этажей. Проект концепции также предусматривает временные и подземные парковки. На слушаниях местные жители высказали некоторые опасения, в том числе по поводу того, что строительство многоквартирных домов создаст нагрузку на социальную инфраструктуру. 
Участок «Мезона» находится в частной собственности АО «Мезон» (79,7 процента) и фирмы «Silver Wings PTE LTD» (20,3 процента).

## Галерея

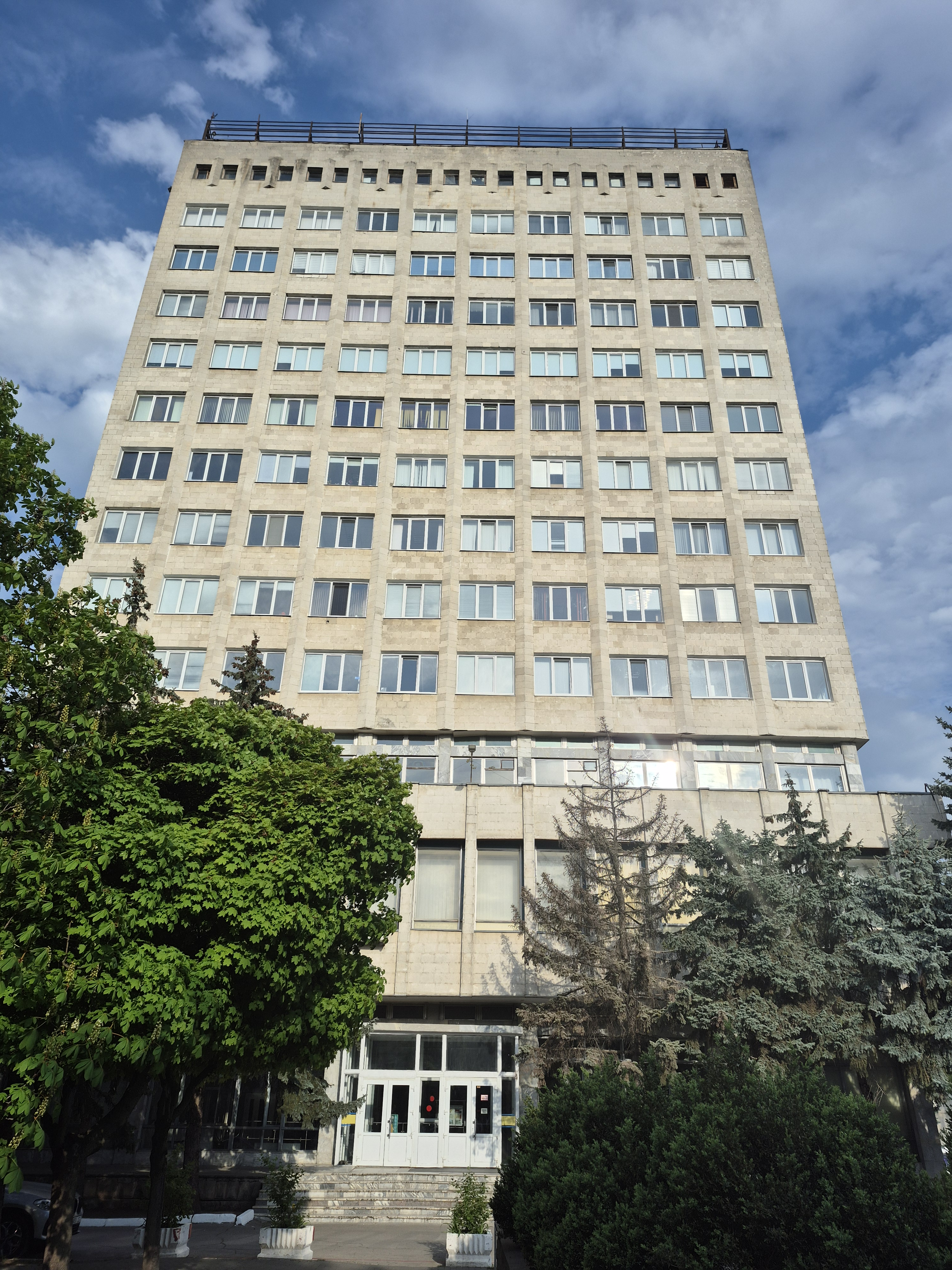
Заводоуправление
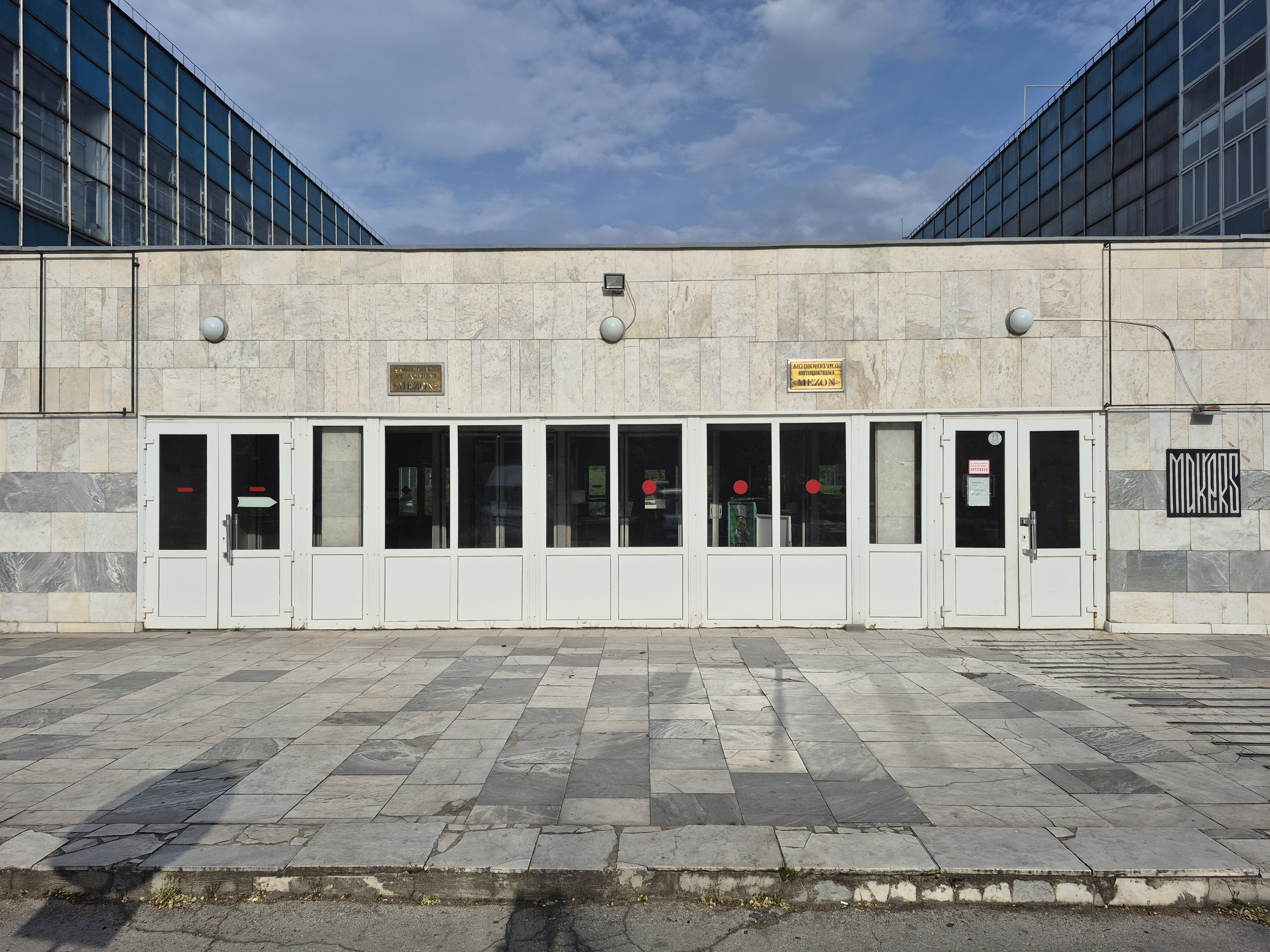
Проходная
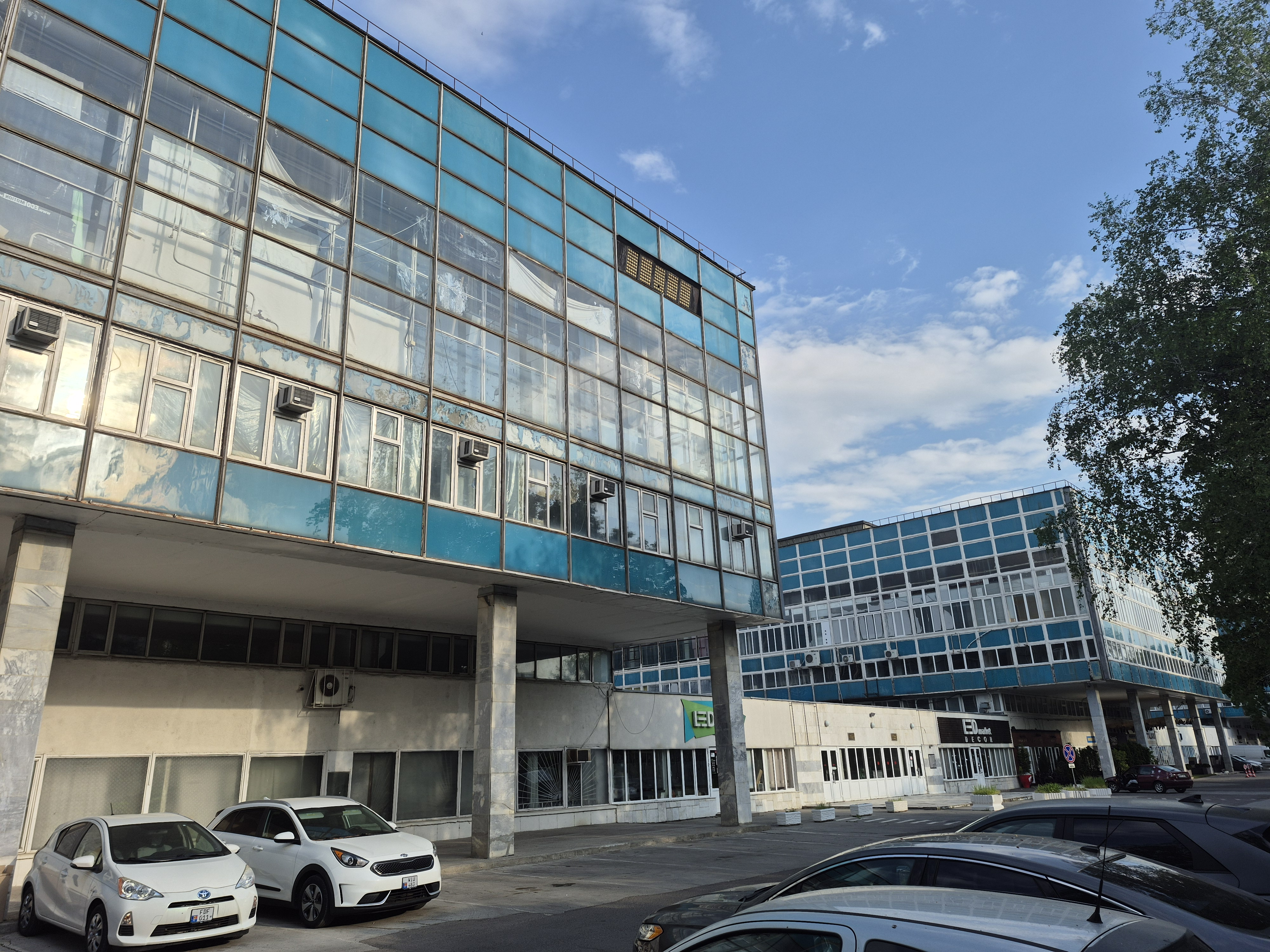